# Cedius spinosus
Cedius spinosus är en skalbaggsart som beskrevs av Leconte 1849. Cedius spinosus ingår i släktet Cedius och familjen kortvingar. Inga underarter finns listade i Catalogue of Life.